# Gliese 688
Gliese 688 è una stella di classe spettrale K3-V, situata nella costellazione di Ofiuco e distante circa 36 anni luce dal Sistema solare.
Si tratta in realtà di una binaria spettroscopica; una compagna più debole, una nana rossa con una massa di 0,09 masse solari, le ruota attorno in un periodo di 83,7 giorni. La principale ha l'86% della massa del Sole, il 77% del raggio e il 35% della sua luminosità, mentre la temperatura superficiale è di circa 4860 K.